# August Wilhelm Schlegel
August Wilhelm Schlegel (n. 8 septembrie 1767, Hanovra, Principatul Braunschweig-Lüneburg – d. 12 mai 1845, Bonn, Regatul Prusiei) a fost un poet, istoric, critic și teoretician literar german. Împreună cu fratele său, Friedrich Schlegel, a fost mentor spiritual al școlii romantice de la Jena.

## Biografie
Se naște la 8 septembrie 1767 la Hanovra, fiind al patrulea copil al pastorului evanghelic-luteran Johan Adolf Schlegel. Mai întâi studiază la Göttingen teologia și filologia. Gottfried August Bürger îi este un adevărat mentor în domeniul traducerilor, atât din limbile clasice, cât și din cele moderne.
În perioada 1791-1795 activează ca profesor, dar și în domeniul criticii și recenziei literare. În anii imediat următori (1795-1801) se află la Jena unde se afirmă în cercul unor personalități ca: Johann Gottlieb Fichte, Ludwig Tieck, Novalis, fratele său Friedrich Schlegel, viitoarea sa soție, Caroline. În aceeași nouă direcție pe care aceștia o imprimă poeziei și criticii, militează și ziarul Athenaeum, redactat de cei doi frați Schlegel. În acest ziar apar și traducerile sale din piesele lui Shakespeare. (Traducerile au fost întregite ulterior de către Dorothea Tieck și Wolf von Baudissin și sunt și astăzi versiuni standard în literatura germană).
Datorită unor polemici, în 1801 Schlegel se mută la Berlin. Aici susține o serie de prelegeri (Über schöne Literatur und Kunst - Despre literatura frumoasă și artă, 1884) făcând paralele între literaturile clasice, germană, provensală și romanică (spaniolă si italiană).
Dupa despărțirea de Caroline, în 1803, intră în compania celebrei Madame de Staël, pe care o însoțește fie la castelul Coppet (astăzi o localitate elvețiană lângă granița cu Italia) lângă lacul Geneva, fie în lungi călătorii prin Olanda, Austria, Rusia, Danemarca și Suedia.
În această perioadă Schlegel susține prelegerile sale literare privind traducerile pe care le-a efectuat din Shakespeare, Pedro Calderón de la Barca și cele referitoare la literatura clasică, nu numai europeană (Dante, Cervantes), dar și cea orientală. 
În 1815 a fost ridicat la rangul de nobil.
Spre bătrânețe steaua sa a început să apună: Prelegerile despre teoria și istoria artelor vizuale (Vorlesungen uber Theorie und Geschichte der bildenden Kunste), ținute la Berlin în 1827, au reprezentat un eșec.
Schlegel s-a stins din viață la Bonn la 12 mai 1845.

## Opera

### Contribuții
Ca poet Schlegel nu a fost prea strălucit, dar ca traducător are realizări valoroase. În ceea ce privește critica literară, a pus în practică principiul romantic conform căruia înainte de a judeca valoarea unei opere, trebuie mai întâi să o înțelegem și să o interpretăm corect.
Împreună cu fratele său, Friedrich, introduce termenul glossă, ca formă poetică.
Ca filolog, poate fi considerat inițiatorul studiului sanscritei în Germania, publicând Bhagavad Gita și Ramayana în germană. Propune pentru prima dată clasificarea tipologică a limbilor (în aglutinante, flexibile, incorporante și izolante).

### Scrieri
- (traducere în germană): W. Shakespeare, Opere dramatice, 9 volume (W. Shakespeare, Dramatische Werke), 1797-1810
- Athenaeum, 3 vol. 1798-1800
- Poezii (Gedichte), 1800
- Despre literatura și arta frumoasă (Über schöne literatur und Kunst), 1801/1804
- Jon, 1803
- Antologie din poezia italiană, spaniolă, portugheză (Blumensträuße italienischer, spanischer und portugiesischer Poesie) 1803
- Teatru spaniol (Spanisches Theater) 2 vol., 1803-1809
- Despre arta și literatura dramatică, prelegeri în 3 vol. (Über dramatische Kunst und Literatur), 1809/1811
- Opere poetice (Poetische Werke), 2 vol. 1811
- Biblioteca indiană, 3 volume (Indische Bibliothek) 1820-1830
- Bhagavad-Gita, 1823
- Opere postume, 1846
- Opera integrală, 16 volume (Sämtliche Werke) 1846-1848